# Tacoma Stars
El Tacoma Stars es un equipo de fútbol de Estados Unidos que juega en la USL League Two, cuarta división nacional.

## Historia
Fue fundado en el año 2003 en la ciudad de kent, Washinton inicialmente como un equipo de la Premier Arena Soccer League (PASL-Premier). El nombre del club es por los Tacoma Stars que jugaron en la original Major Indoor Soccer League de 1983 a 1992. Los Stars ganaron la PASL-Premier Championships en dos ocasiones (Verano 2004 e Invierno 2009-2010).
Los Stars pasaron al profesionalismo y se unieron a la Professional Arena Soccer League (PASL) para la temporada 2010/11. En 2012/13 dirigidos por Joe Waters se mudaron al Pacific Sports Center.
Los Stars no jugaron en 2013. Su equipo aficionado se mantuvo en la Premier Arena Soccer League con el nombre Tacoma Galaxy en 2013-14. El 10 de enero de 2014 el Pacific Sports Center pasó a ser la sede del club por sus facilidades. En junio de 2014 el Tacoma Stars jugaría en la Western Indoor Soccer League (WISL) en el Tacoma Soccer Center.
En enero de 2015 la dueña del equipo Lane Smith adquirió lo que quedó del Seattle Impact de la Major Arena Soccer League y reemplazarían al Impact en la temporada 2014–15 en el ShoWare Center en Kent, Washington.
Los Stars luego se unirían a la National Premier Soccer League en 2020 en la Northwest Conference asociados con el Washington Premier FC. el club planeó jugar de local en el Washington Premier FC Field en Waller, Washington, cerca de Puyallup. Debido a la pandemia de COVID-19, la NPSL modificó su competición para la temporada 2020, por lo que la Northwest division no participó en 2021. El Tacoma abandonó la NPSL en 2022 sin haber jugado un solo partido.
El 4 de enero de 2024 el Tacoma Stars anunció su marcha a la USL League Two, como equipo de la Northwest Division. La sede del club sería la Bellarmine Preparatory School en Tacoma. Cuenta con una sección femenil llamada Tacoma Galaxy, miembro de la USL W League para el 2024.